# Як усе заплутано
«Як усе заплутано» (англ. It's Complicated) — кінофільм режисера Ненсі Меєрса, романтична історія про жінку, матері великого сімейства, що розривається між своїм колишнім чоловіком і новим другом.

## Сюжет
Джейн (Меріл Стріп), мати трьох дорослих дітей, має свою пекарню в Санта-Барбарі. Через 10 років після розлучення у неї дружні відносини зі своїм колишнім чоловіком, адвокатом Джейком (Алек Болдвін), у якого тепер молода дружина — Агнесса.
Джейн та Джейк їдуть до Нью-Йорка з нагоди закінчення коледжу їх сином. Вечеря переростає у щось більше — Джейн стає «іншою жінкою». Джейн розривають суперечності: Джейк і Агнеса й досі одружені та намагаються завести дитину.
Ситуація ускладнюється, коли Адам (Стів Мартін), дизайнер Джейн, починає виявляти знаки уваги до Джейн …
Що обрати — продовжувати спілкуватися з Джейком, чи Адамом? І просто і складно водночас.

## У фільмі знімались
- Меріл Стріп — Джейн Адлер
- Алек Болдвін — Джейк Адлер
- Стів Мартін — Адам
- Джон Кразінські — Гарлі
- Лейк Белл — Агнес Адлер
- Мері Кей Плейс — Джоанна
- Ріта Вілсон — Триша
- Александра Вентворт — Дайан
- Гантер Перріш — Люк Адлер
- Зої Казан — Габбі Адлер
- Кейтлін Фіцджеральд — Лорен Адлер
- Джеймс Патрік Стюарт — доктор Мосс
- Бланчард Ріан —  Анналіс
- Майкл Рівера —  Едді
- Роберт Картіс Браун —  Пітер
- Пітер МакКензі —  Доктор Алан
- Розалі Ворд —  Алекс

## Номінації та нагороди
| Нагороди                                  | Нагороди                                  | Нагороди                                 | Нагороди  |
| Нагорода                                  | Номінація                                 | Отримав (-ла)                            | Результат |
| ----------------------------------------- | ----------------------------------------- | ---------------------------------------- | --------- |
| Broadcast Film Critics Association Awards | Найкращий фільм (комедія або мюзикл)      | Фільм                                    | Номінація |
| Золотий глобус                            | Найкраща жіноча роль (комедія або мюзикл) | Меріл Стріп                              | Номінація |
| Золотий глобус                            | Найкращий фільм (комедія або мюзикл)      | Ненсі Меєрс                              | Номінація |
| Золотий глобус                            | Найкращий сценарій                        | Ненсі Меєрс                              | Номінація |
| Національна рада кінокритиків США         | Найкращий акторський ансамбль             | Алек Болдвін, Меріл Стріп та Стів Мартін | Перемога  |
| Satellite Awards                          | Найкращий фільм (комедія або мюзикл)      | Фільм                                    | Номінація |
| BAFTA                                     | Найкраща чоловіча роль другого плану      | Алек Болдвін                             | Номінація |